# Travis T. Flory
Travis T. Flory (San Bernardino, California, 24 de mayo de 1991), conocido también como Travis Flory o Tavis Flory, es un actor estadounidense conocido por sus papeles en Step Brothers, Todo el mundo odia a Chris y Hasta que el cura nos separe.
En el sitcom Todo el mundo odia a Chris, Travis hace el papel de Joel Caruso, el niño que atormentó al actor y comediante Chris Rock durante su etapa estudiantil. El sitcom está basado en el bullying que recibió.

## Filmografía

### Series de televisión
| Series de televisión | Series de televisión         | Series de televisión        | Series de televisión |
| Año                  | Serie                        | Papel                       |                      |
| -------------------- | ---------------------------- | --------------------------- | -------------------- |
| 2012                 | Youth Pastor Kevin           | To Do Wall                  |                      |
| 2011                 | Melissa & Joey               | Axel                        |                      |
| 2010                 | Gary Unmarried               | Donny                       |                      |
| 2005 - 2009          | Todo el mundo odia a Chris   | Joey Caruso                 |                      |
| 2008                 | Eli Stone                    | James                       |                      |
| 2006                 | Nip/Tuck, a golpe de bisturí | Morgan Thompson             |                      |
| 2005                 | El show de Bernie Mac        | El chico que juega al póker |                      |
| 2005                 | Zoey 101                     | Jake                        |                      |
| 1999                 | Becker                       | Chico                       |                      |

### Películas
| Cine | Cine                         | Cine                   | Cine |
| Año  | Película                     | Papel                  |      |
| ---- | ---------------------------- | ---------------------- | ---- |
| 2015 | Little Boy                   | Soda Fountain Clerk    |      |
| 2008 | Fantasmas a mogollón         | Billy                  |      |
| 2008 | Hermanos por pelotas         | El chico pelirrojo     |      |
| 2007 | Hasta que el cura nos separe | El chico de la Iglesia |      |
| 2005 | The 12 Dogs of Christmas     | Denny Doyle            |      |